# Ad Wijnands
Adrie Wijnands (Maastricht, 10 marzo 1959) è un ex ciclista su strada olandese, professionista dal giugno 1980 al 1993. In carriera vinse due tappe al Tour de France 1981.

## Palmarès
- 1978 (dilettanti)

5ª tappa, 2ª semitappa Tour de la Province de Liège (Soumagne > Rotheux)
- 1979 (dilettanti)

3ª tappa Olympia's Tour (Hulsberg > Hulsberg)
3ª tappa Okolo Slovenska
5ª tappa, 2ª semitappa Okolo Slovenska
- 1980 (dilettanti)

Ronde van Zuid-Holland
Omloop der Kempen
- 1981 (TI-Raleigh, sei vittorie)

2ª tappa Étoile de Bessèges (Lunel > Lunel)
Grand Prix E5
Classifica generale Giro del Belgio
8ª tappa Tour de France (Rochefort > Nantes)
10ª tappa Tour de France (Le Mans > Aulnay-sous-Bois)
Grote Scheldeprijs
- 1982 (TI-Raleigh, due vittorie)

Grand Prix Union Dortmund
1ª tappa Critérium du Dauphiné Libéré (Avignone > Tournon-sur-Rhône)
- 1984 (Kwantum Hallen, tre vittorie)

4ª tappa Settimana Ciclistica Internazionale
Grand Prix Raymond Impanis
4ª tappa Giro dei Paesi Bassi (L'Aia > Schagen)
- 1985 (Kwantum Hallen, due vittorie)

Grand Prix d'Antibes
3ª tappa Tour Méditerranéen (Hyères > Marsiglia)
- 1986 (Kwantum Hallen, tre vittorie)

Ronde van Limburg
Grote 1 Mei-Prijs - Ereprijs Victor De Bruyne
3ª tappa Giro dei Paesi Bassi
- 1988 (Superconfex, una vittoria)

Grand Prix d'Ouverture La Marseillaise
- 1990 (Stuttgart, due vittorie)

Ronde des Pyrénées méditerranéennes
Benego Omloop
- 1991 (Telekom, due vittorie)

Classifica generale Étoile de Bessèges
1ª tappa Vuelta al País Vasco (Andoain > Andoain)
- 1992 (TVM, due vittorie)

5ª tappa Setmana Catalana
1ª tappa Tour de l'Oise

### Altri successi
- 1981 (TI-Raleigh)

5ª tappa, 1ª semitappa Giro del Belgio (Bredene, cronosquadre)
1ª tappa, 2ª semitappa Tour de France (Nizza, cronosquadre)
4ª tappa Tour de France (Narbonne > Carcassonne, cronosquadre)
5ª tappa Giro dei Paesi Bassi
- 1982 (TI-Raleigh)

9ª tappa, 1ª semitappa Tour de France (Lorient > Plumelec, cronosquadre)
5ª tappa, 2ª semitappa Giro dei Paesi Bassi
Criterium di Largentière
Criterium di Thorn
Profomnium Elsloo
- 1983 (TI-Raleigh)

Criterium di Maastricht
- 1984 (Kwantum Hallen)

Daags na de Tour vanaf
Helden-Panningen
Criterium di Hoogerheide
- 1985 (Kwantum Hallen)

Criterium di Tegelen
- 1986 (Kwantum Hallen)

Criterium di Wielsbeke
Criterium di Hansweert
- 1988 (Superconfex)

Criterium di Helchteren
- 1989 (Domex-Weinmann)

Criterium di Ede
- 1990 (Stuttgart)

Coca-Cola Trophy
GP Forbo
Criterium di Polder-Kempen
Criterium di Schorndorf
- 1991 (Telekom)

Criterium di Hangelo

## Piazzamenti

### Grandi Giri
- Tour de France

1981: ritirato (15ª tappa)
1982: 53º
1984: 108º
1985: 106º
1992: ritirato (14ª tappa)
- Vuelta a España

1990: 122º

### Classiche monumento
- Milano-Sanremo

1985: 92º
1986: 18º
1988: 41º
- Parigi-Roubaix

1992: 68º
- Liegi-Bastogne-Liegi

1983: 14º
1984: 47º
1985: 29º
1987: 72º
1989: 82º

### Competizioni mondiali
- Campionati del mondo

Praga 1981 - In linea Professionisti: ritirato
Goodwood 1982 - In linea Professionisti: ritirato
Barcellona 1984 - In linea Professionisti: ritirato